# Oberleichtersbach
Oberleichtersbach település Németországban, azon belül Bajorországban. Lakosainak száma 2088 fő (2023. december 31.). Oberleichtersbach Bad Brückenau, Zeitlofs, Schondra és Geroda községekkel határos.

## Népesség
A település népessége az elmúlt években az alábbi módon változott:
| Lakosok száma | 1653 | 557  | 2020 | 2026 | 2033 | 2062 | 2064 | 2038 | 2072 | 2088 |
|               | 1970 | 1975 | 2011 | 2012 | 2014 | 2015 | 2017 | 2019 | 2022 | 2023 |